# Billy Coulthard
William Coulthard (fl. 1932–1937) là một cầu thủ bóng đá người Anh có 119 lần ra sân ở Football League thi đấu ở vị trí hậu vệ cho Darlington trong thập niên 1930. Ông đầu quân cho Southend United và Tottenham Hotspur, nhưng không ra sân, và thi đấu bóng đá non-league cho Spennymoor United và South Shields.